# Куляшне
Куляшне (пол. Kulaszne) — лемківське село в Польщі, у гміні Команча Сяноцького повіту Підкарпатського воєводства.
Населення — 191 особа (2011).

## Розташування
Знаходиться на річці Ослава.

## Назва
В ході кампанії ліквідації українських назв у 1977—1981 роках село називали Мєндзиґуже (пол. Międzygórze).

## Майже анекдот
На думку польського археолога Володимира Антонієвича назва села походить від албанського слова kulloše, що означає пасовище.

## Історія
Закріпачене в 1538 році на волоському праві. До 1772 року село входило до складу Сяноцької землі Руського воєводства Речі Посполитої. За податковим реєстром 1565 р. в селі було 16 кметів на 8 і 1/2 ланах з численними податками й повинностями.
З 1772 до 1918 року в — Ліському, а згодом Сяніцькому повітах Королівства Галичини та Володимирії Австро-Угорщини.
У 1785 році у Куляшному проживало 235 осіб.
У 1905 році Вернер Ліпа разом з іншим співвласником займав 180 га землі в Куляшному.
В 1912 р. збудовано дерев'яну церкву св. Михаїла.
У 1918—1919 роках село разом з іншими 33 селами входило до складу Команчанської Республіки. Далі село входило до Сяніцького повіту Львівського воєводства.
В 1939 р. в селі було переважно лемківське населення: з 650 жителів села — 620 українців, 10 поляків і 20 євреїв.
До виселення лемків у 1945 році в СРСР та депортації в 1947 році в рамках акції Вісла у селі була греко-католицька церква парафії Щавне Лупківського деканату.
Половину українців у 1944—1946 рр. було виселено до УРСР. Під час операції «Вісла» 28.04-10.05.1947 депортована решта (307 осіб). Саме тут у полі між річкою і коліями біля станції Куляшне було влаштоване гетто для українців. У ньому просто неба під дощами і холодом днями і ночами чекали завантаження у вагони зігнані Польським військом жителі довколишніх сіл. Звідси 29 квітня 1947 р. відправлено на Повернені Землі. На початку 1960-х років декілька десятків колишніх мешканців повернулися додому і поселилися в селі.
У 1975—1998 роках село належало до Кросненського воєводства.

## Церква
У Куляшному була греко-католицька церква св. Архангела Михаїла, яка входить до складу Сяніцького деканату Перемишльської єпархії УГКЦ. Належала до парафії у Щавному. Спалена в 1974 р. Вціліла мурована дзвіниця.
У 1962 році неподалік місця, де колись був старий храм, було збудовану нову муровану греко-католицьку церкву св. Архистратига Михаїла. Поблизу знаходиться старий цвинтар.
З 1947 року в селі є римо-католицький костел з парафією у Буківсько.

## Мешканці
Згідно записів у XIX столітті у Куляшному мешкали особи з прізвищами: Баранецький, Барвицький, Барнечка, Бернецький, Биник, Біда, Вах, Гринчишин, Гузельс, Гузік, Дембицький, Дембука, Дзюбак, Дороцяк, Дяк, Єремко, Жимський, Інкула, Качмар, Кіцак, Крепіч, Кролик, Кукулка, Купер, Курпа, Малиняк, Марко, Мафко, Мельник, Михалишин, Мищишин, Нич, Очич, Процько, Сейка, Секелик, Семен, Сидор, Собко, Стапай, Сташицький, Стройний, Тейка, Терек, Трояновський, Урбан, Халупняк, Хвостяк, Хомчак, Хрін, Цюра, Шимока, Шимський, Шумський, Фейко, Феньо, Юренко, Юрківська, Яценко.

## Видатні особи
- похований Анджей Васіельевскі (1949—1995) — польський різьбяр, художник і поет

## Демографія
Демографічна структура станом на 31 березня 2011 року:
|          | Загалом | Допрацездатний вік | Працездатний вік | Постпрацездатний вік |
| -------- | ------- | ------------------ | ---------------- | -------------------- |
| Чоловіки | 98      | 15                 | 71               | 12                   |
| Жінки    | 93      | 13                 | 63               | 17                   |
| Разом    | 191     | 28                 | 134              | 29                   |